# Granice Afganistanu
Afganistan graniczy z sześcioma państwami, na odcinku 5 529 km. Kraj nie posiada dostępu do morza.

## Obecne granice
| Kraj                     | Długość |
| ------------------------ | ------- |
| Chińska Republika Ludowa | 76 km   |
| Iran                     | 936 km  |
| Pakistan                 | 2429 km |
| Tadżykistan              | 1206 km |
| Turkmenistan             | 744 km  |
| Uzbekistan               | 137 km  |

## Granice historyczne
W latach 1917–1991 istniała granica afgańsko-radziecka, wcześniej będąca granicą pomiędzy Afganistanem a Imperium Rosyjskim.